# Śmiardówka
Śmiardówka – jezioro w woj. wielkopolskim, w powiecie złotowskim, w gminie Zakrzewo, leżące na terenie Pojezierza Południowokrajeńskiego. Wody jeziora połączone z kanałem Śmiardowskim i rzeką Głomią.

## Dane morfometryczne
Powierzchnia zwierciadła wody według różnych źródeł wynosi od 38,5 ha przez 45,0 ha do 48,72 ha (lustra wody) lub 54,15 ha (ogólna).
Zwierciadło wody położone jest na wysokości 112,4 m n.p.m. Średnia głębokość jeziora wynosi 3,0 m, natomiast głębokość maksymalna 8,1 m.